# Kimia suchariti
Kimia suchariti är en tvåvingeart som beskrevs av Ichiro Miyagi och Toma 1989. Kimia suchariti ingår i släktet Kimia och familjen stickmyggor.
Artens utbredningsområde är Thailand. Inga underarter finns listade i Catalogue of Life.